# ミラ (アルジェリア)
ミラ（アラビア語: ميلة、Mila）はアルジェリアの都市である。ミラ県の県都である。

## 地名
- Milevum
- Miraeon
- Colonia Sarnensis Milevitana
- Milev
- Milo
- Milah

## 交通

### 道路
- 国道79号線 (アルジェリア)

## 教育
- Université Abdelhafid Boussouf - Mila